# Diastylis abboti
Diastylis abboti är en kräftdjursart som beskrevs av William B. Gladfelter 1975. Diastylis abboti ingår i släktet Diastylis och familjen Diastylidae. Inga underarter finns listade i Catalogue of Life.